# Eyes of Youth
Eyes of Youth er en amerikansk stumfilm fra 1919 af Albert Parker.

## Medvirkende
- Clara Kimball Young som Gina Ashling
- Gareth Hughes som Kenneth Ashling
- Pauline Starke som Rita Ashling
- Sam Sothern som Mr. Ashling
- Edmund Lowe som Peter Judson